# Germany’s Next Topmodel
Germany’s Next Topmodel – niemiecki program typu reality show, powstały na podstawie America’s Next Top Model. Program jest prowadzony przez niemiecką modelkę Heidi Klum, która jest głównym sędzią w jury oraz producentem wykonawczym tego show.

## Sędziowie
| Jury              | Edycje   | Edycje   | Edycje   | Edycje   | Edycje   | Edycje   | Edycje   | Edycje   | Edycje   | Edycje    |           |
| Jury              | 1 (2006) | 2 (2007) | 3 (2008) | 4 (2009) | 5 (2010) | 6 (2011) | 7 (2012) | 8 (2013) | 9 (2014) | 10 (2015) | 11 (2016) |
| ----------------- | -------- | -------- | -------- | -------- | -------- | -------- | -------- | -------- | -------- | --------- | --------- |
| Heidi Klum        | ♦        | ♦        | ♦        | ♦        | ♦        | ♦        | ♦        | ♦        | ♦        | ♦         | ♦         |
| Peyman Amin       | ♦        | ♦        | ♦        | ♦        |          |          |          |          |          |           |           |
| Bruce Darnell     | ♦        | ♦        |          |          |          |          |          |          |          |           |           |
| Armin Morbach     | ♦        |          |          |          |          |          |          |          |          |           |           |
| Boris Entrup      |          | ♦        |          |          |          |          |          |          |          |           |           |
| Rolf Scheider     |          |          | ♦        | ♦        |          |          |          |          |          |           |           |
| Kristian Schuller |          |          |          |          | ♦        |          |          |          |          |           |           |
| Qualid „Q” Ladraa |          |          |          |          | ♦        |          |          |          |          |           |           |
| Thomas Hayo       |          |          |          |          |          | ♦        | ♦        | ♦        | ♦        | ♦         | ♦         |
| Thomas Rath       |          |          |          |          |          | ♦        | ♦        |          |          |           |           |
| Enrique Badulescu |          |          |          |          |          |          |          | ♦        |          |           |           |
| Wolfgang Joop     |          |          |          |          |          |          |          |          | ♦        | ♦         |           |
| Michael Michalsky |          |          |          |          |          |          |          |          |          |           | ♦         |

## Zwycięzcy programu

Zwycięzcy programu
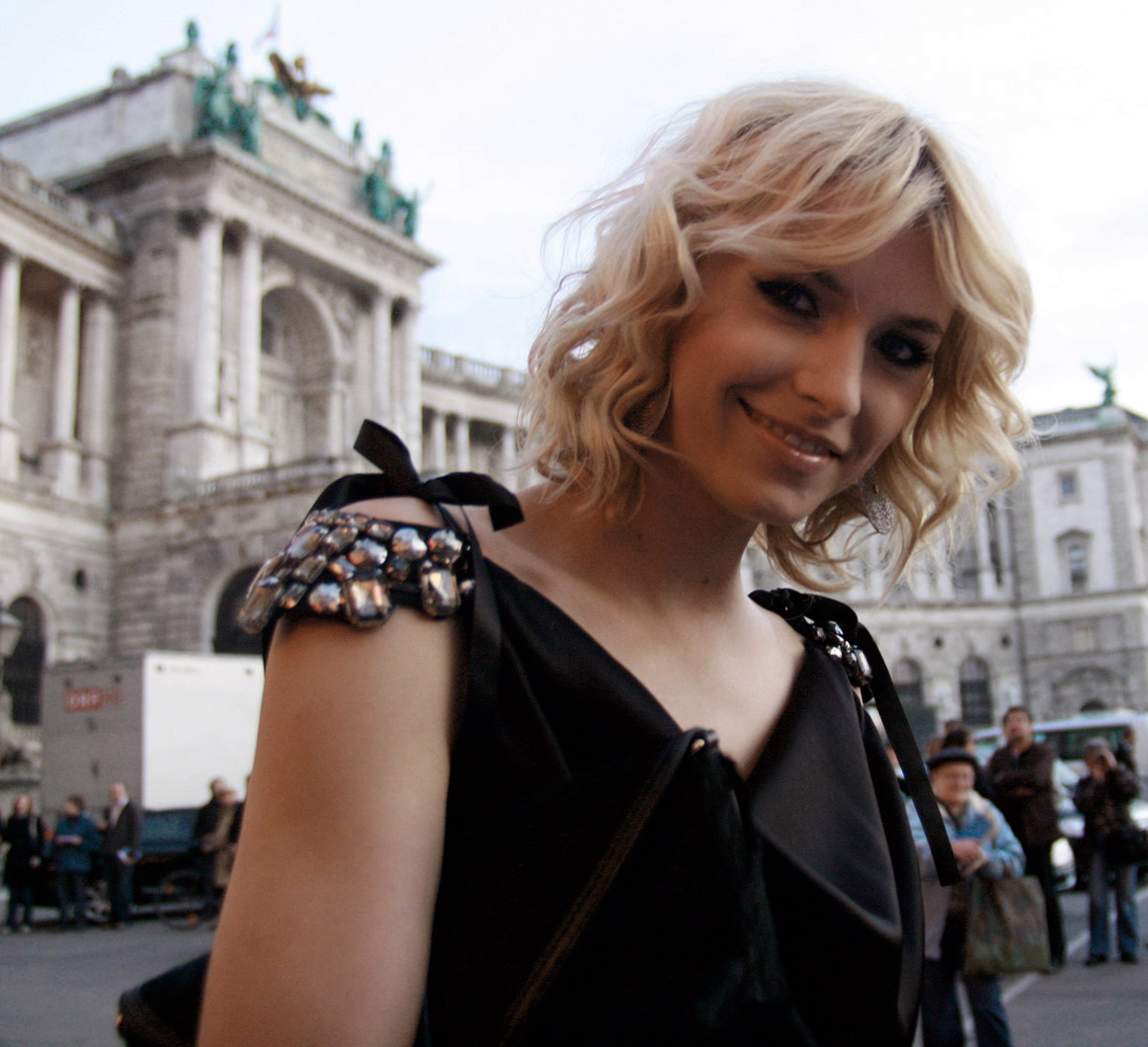
Lena Gercke Edycja 1.
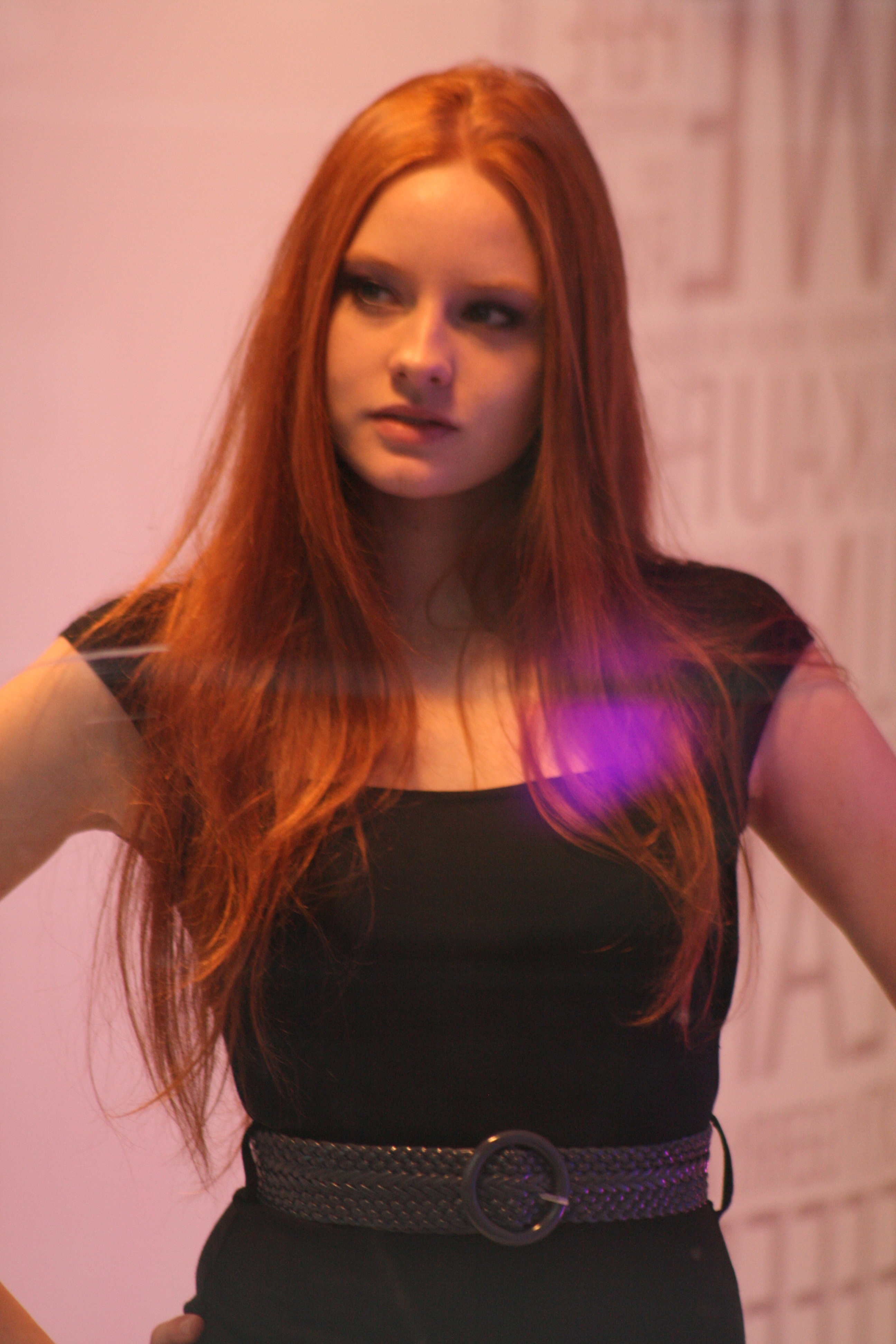
Barbara Meier Edycja 2.
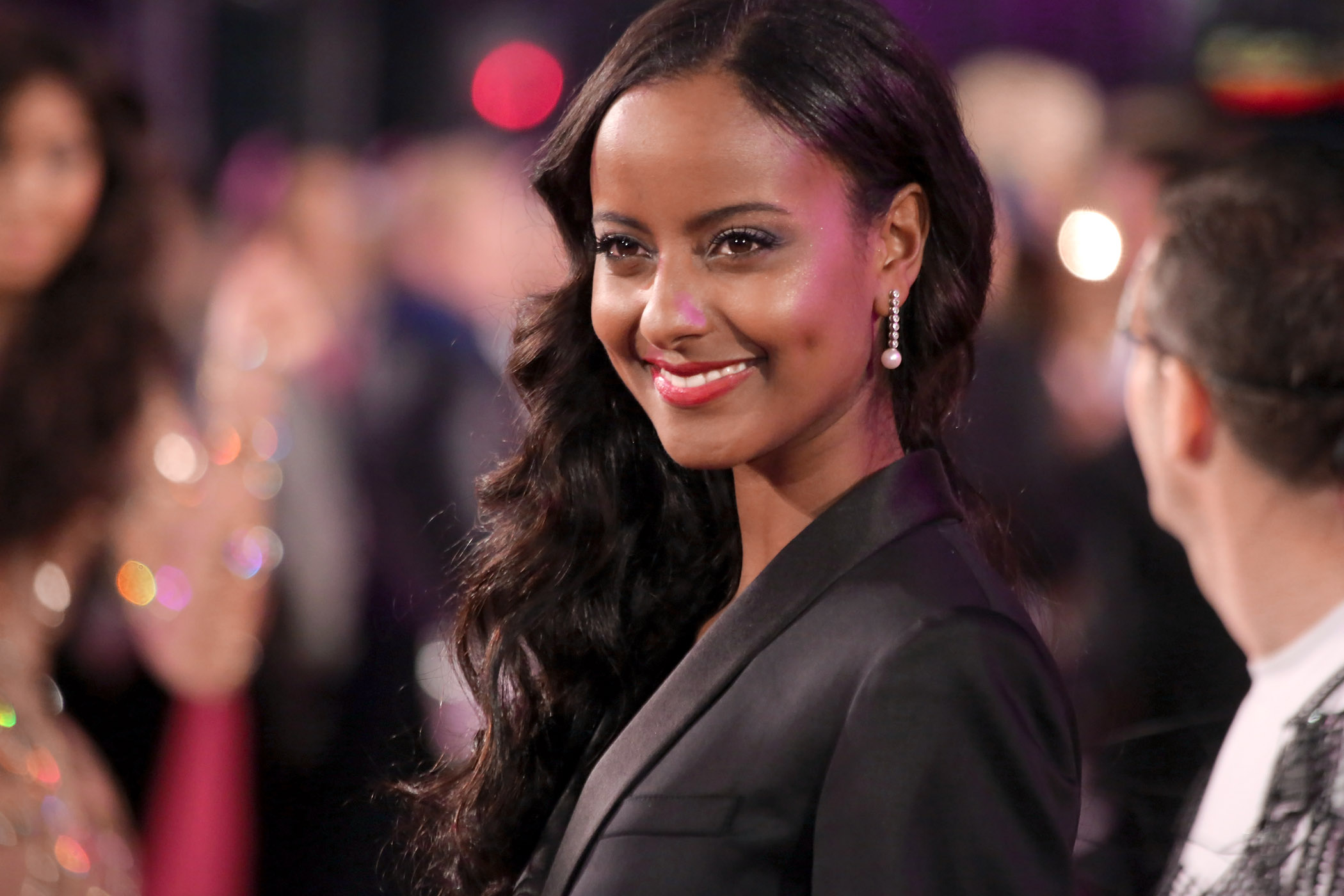
Sara Nuru Edycja 4.
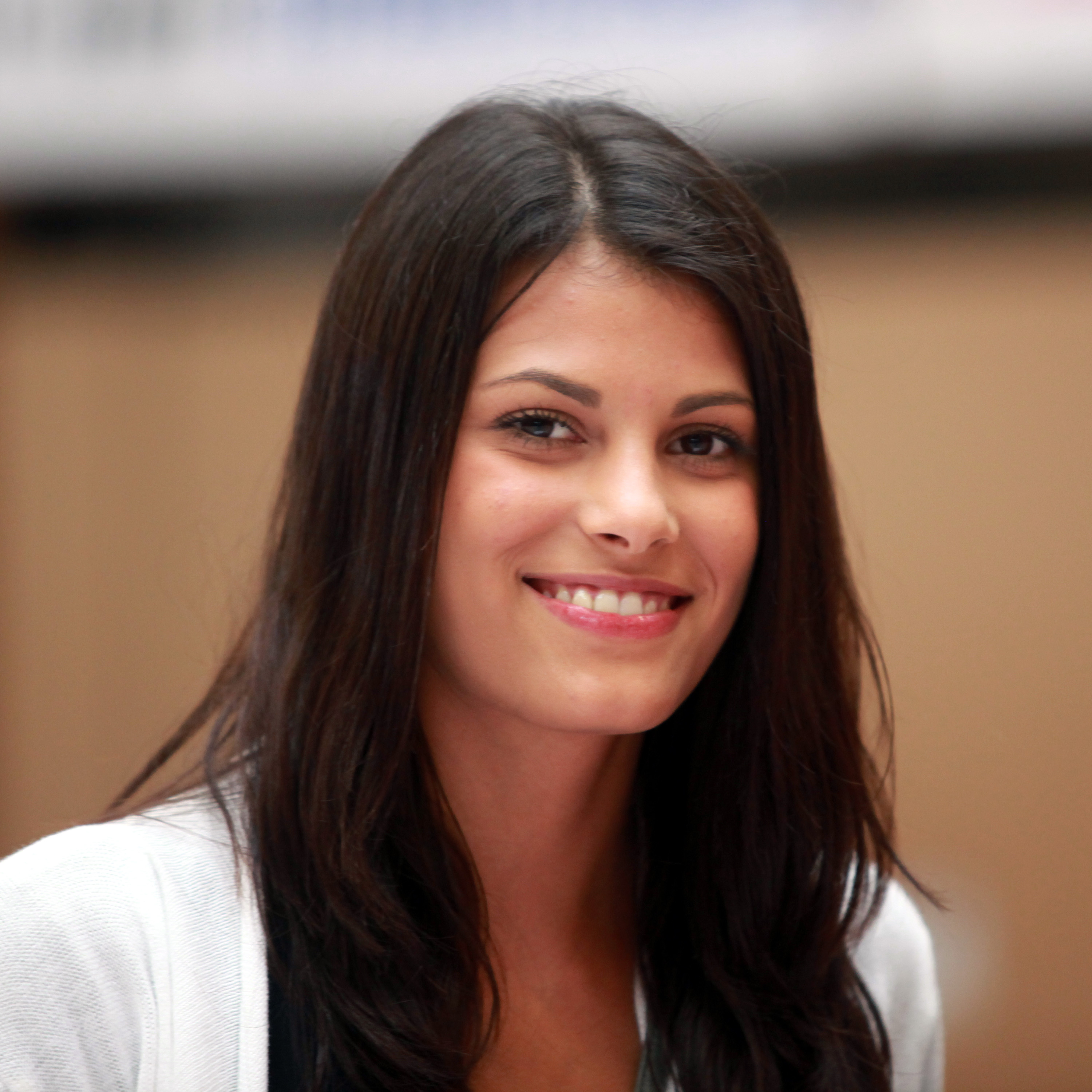
Alisar Ailabouni Edycja 5.
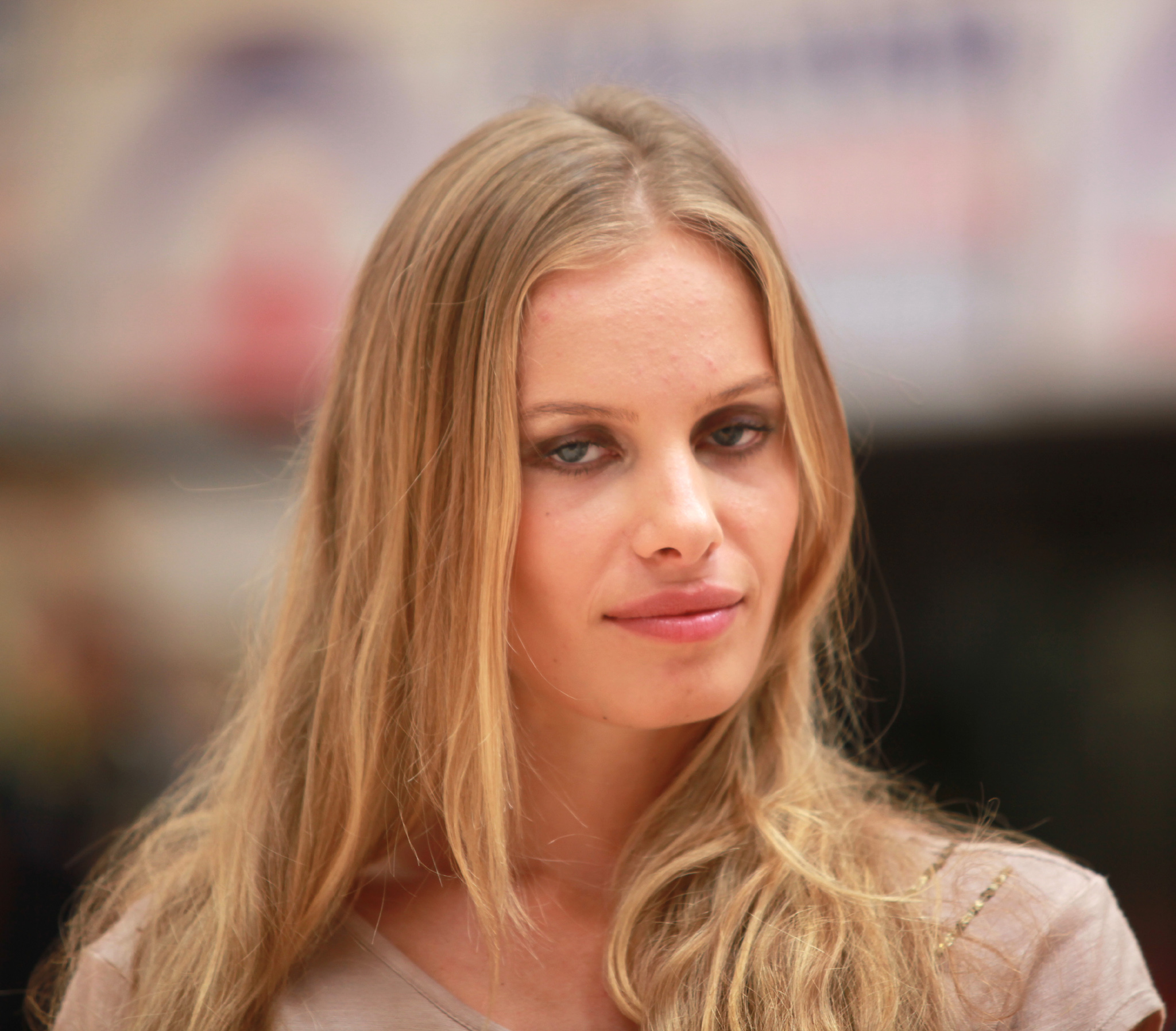
Jana Beller Edycja 6.
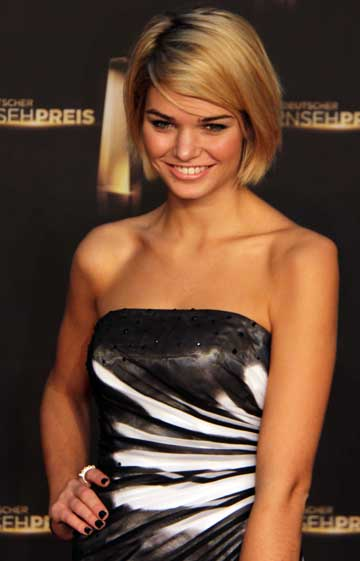
Luisa Hartema Edycja 7.
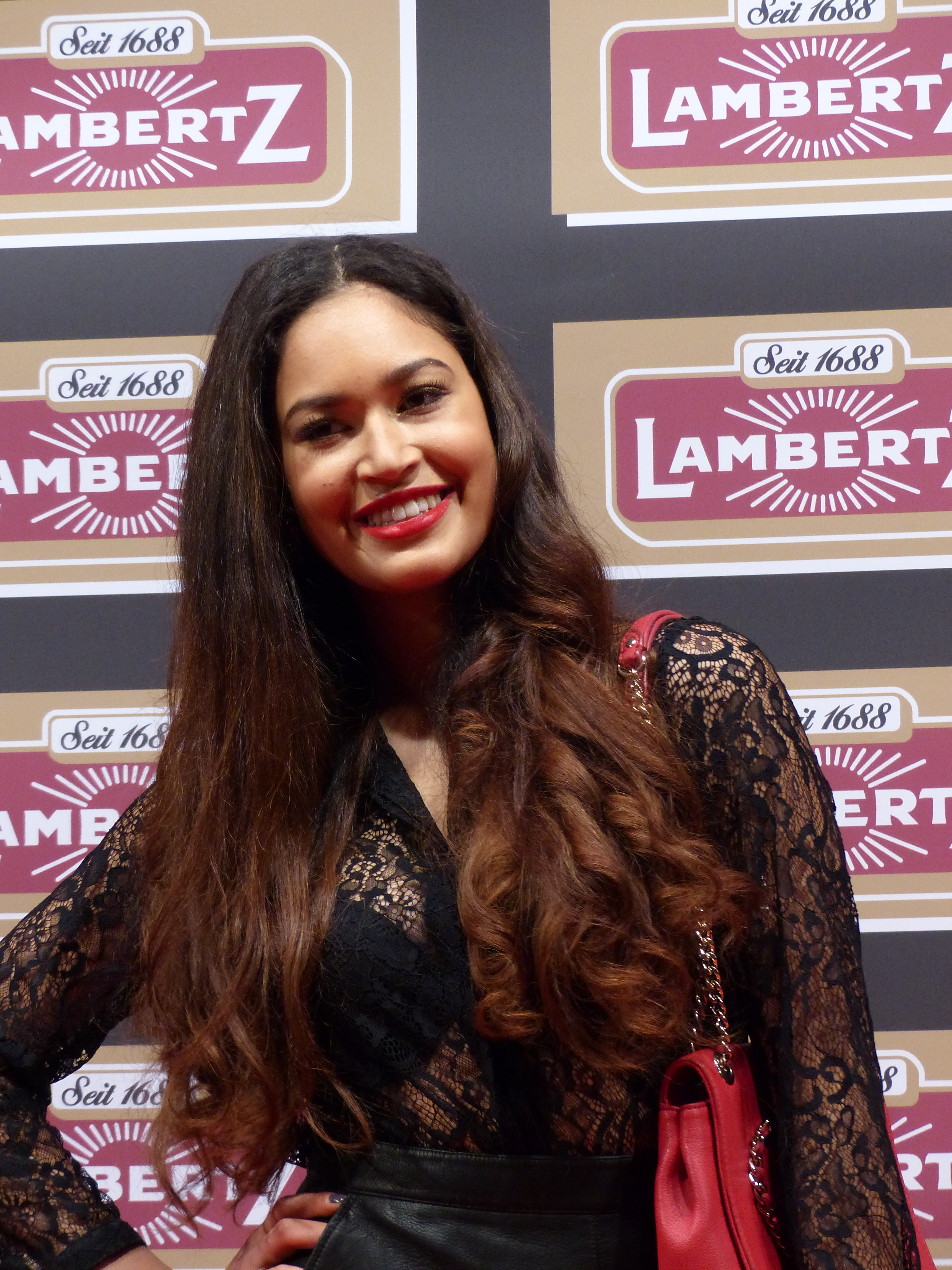
Lovelyn Enebechi Edycja 8.
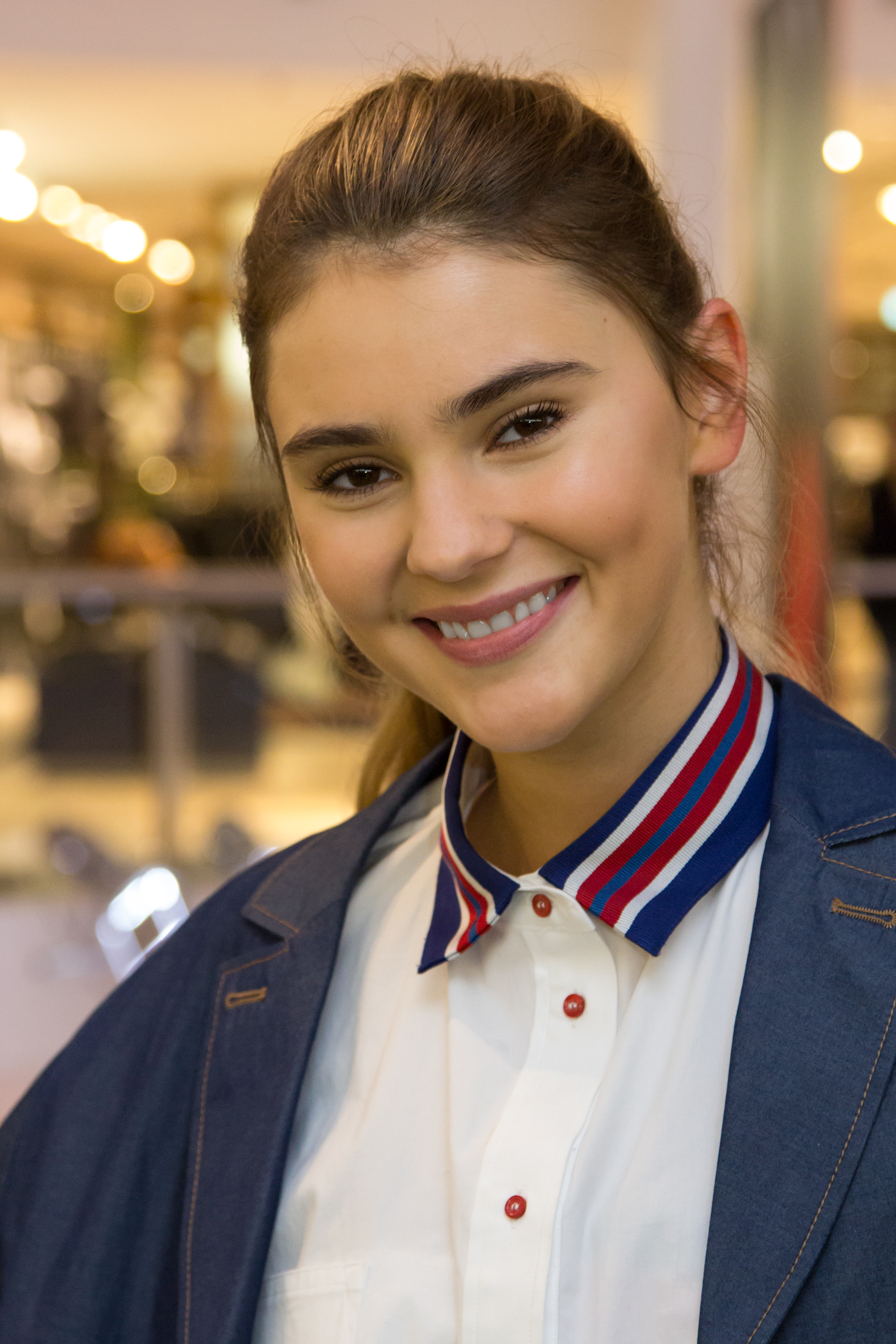
Stefanie Giesinger Edycja 9.
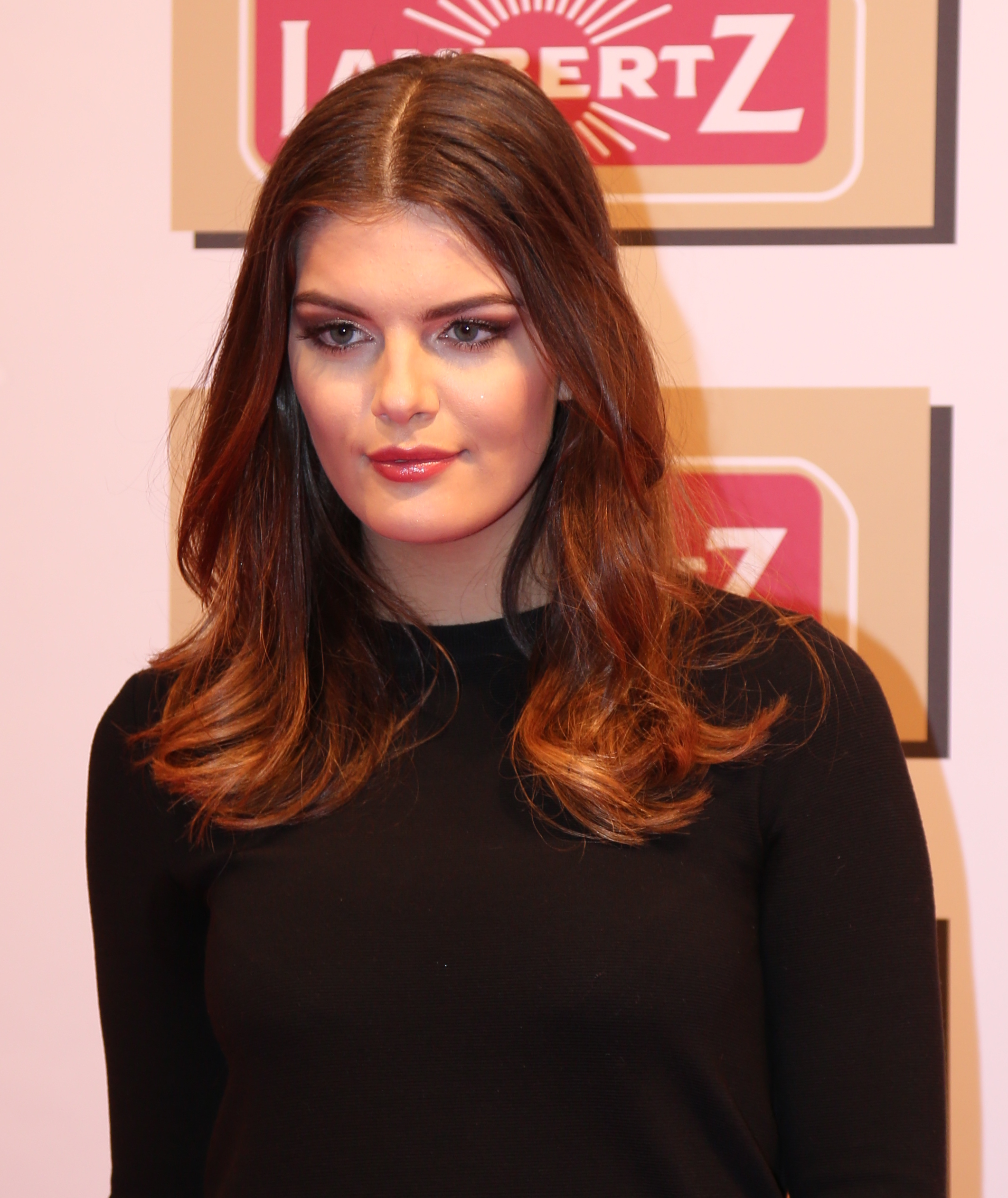
Vanessa Fuchs Edycja 10.
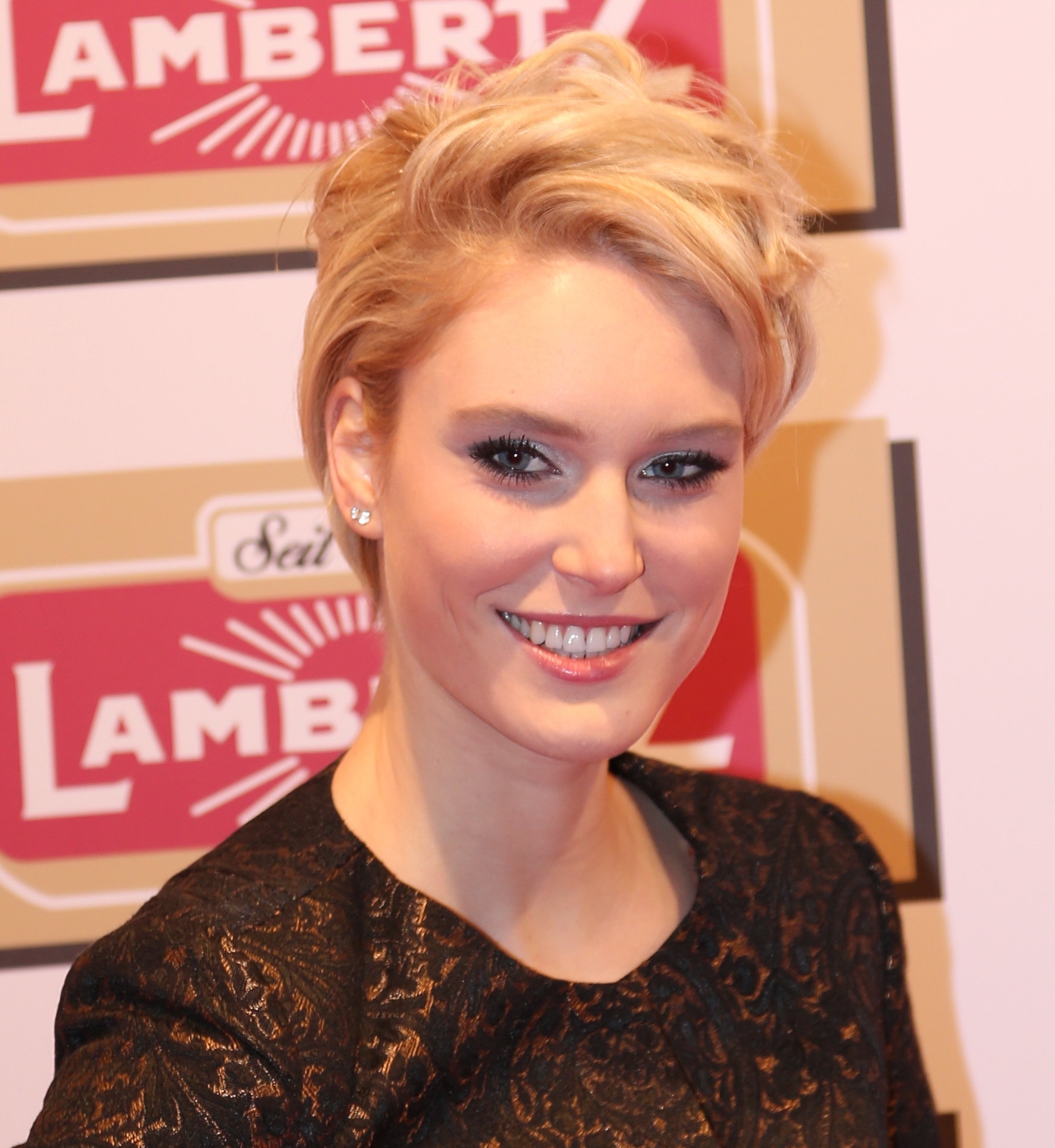
Kim Hnizdo Edycja 11.

## Edycje
| Edycja | Data premiery    | Zwycięzca          | Zdobywca drugiego miejsca   | Pozostali uczestnicy | Liczba uczestników | Miejsce                                                                           |
| ------ | ---------------- | ------------------ | --------------------------- | --- | ------------------ | --------------------------------------------------------------------------------- |
| 1      | 25 stycznia 2006 | Lena Gercke        | Yvonne Schröder             | Andrea Lichtenberg, Anne Mühlmeier, Céline Roscheck (odeszła), Rahel Krüger, Micaela Schäfer, Luise Mikulla, Charlotte Offeney, Lena Meier, Janina Ordmann, Jennifer Wanderer | 12                 | Nowy Jork Paryż Rotterdam Los Angeles                                             |
| 2      | 1 marca 2007     | Barbara Meier      | Anne-Kathrin „Anni” Wendler | Janine Mackenroth, Antje Pötke, Enyerlina Sanchez, Janina-Katharina Küpper, Alla Kosovan, Denise Dahinten, Aneta Tober, Tonia Michaely, Mikaela-Saskia „Milla” Gräfin von Krockow, Anja Platzer, Mandy Graff, Fiona Erdmann, Hana Nitsche | 15                 | Sankt Moritz Paryż Kapsztad Bangkok Los Angeles Lizbona                           |
| 3      | 28 lutego 2008   | Jennifer Hof       | Janina Delia Schmidt        | Rubina Radwanski, Aisha Grone, Sandra Korte, Aline Tausch, Tainá Santos Silva, Elena Rotter, Katharina Yvonne Harms, Gina-Lisa Lohfink, Bianca Schumacher, Sophia Maus, Anna Vanessa Hegelmaier (odeszła), Sarah Knappik, Raquel Alvarez, Gisele Oppermann, Wanda Badwal, Carolin Ruppert, Christina Leibold | 19                 | Barcelona Salzburg Nowy Jork / Los Angeles Paryż Tel Awiw-Jafa Sydney / Melbourne |
| 4      | 12 lutego 2009   | Sara Nuru          | Mandy Bork                  | Olivia Bermann, Johanna Popp, Daphne Braun, Tessa Leonie Bergmeier, Dana Franke, Aline Bauer, Tamara Busch, Stefanie Theissing, Katrina Scharinger, Larissa-Antonia Marolt, Ira Meindl, Sarina Nowak, Maria Beckmann, Jessica Motzkus, Marie Nasemann | 17                 | Los Angeles / Las Vegas / Miami / Honolulu / Nowy Jork Singapur                   |
| 5      | 4 marca 2010     | Alisar Ailabouni   | Hanna Bohnekamp             | Aline Kautz (odeszła), Lena Kaiser, Petra Roschek, Lara Emsen, Luisa Krüger, Catherine Kropp, Nadine Höcherl, Miriam Höller, Wioleta Psiuk, Jacqueline Kohl, Viktoria Lantratova, Pauline Afaja, Leyla Mert, Louisa Mazzurana, Neele Hehemann, Laura Weyel | 18                 | Kapsztad Nowy Jork / Los Angeles / San Francisco Mediolan                         |
| 6      | 3 marca 2011     | Jana Beller        | Rebecca Mir                 | Chiara Isabell Breder, Lilia Doubrovina, Valerie Blum (odeszła), Concetta Mazza, Ivon Zito, Christien Fleischauer, Amira Regaieg, Franziska König, Simone Rohrmüller, Tahnee Keller, Natascha Beil, Paulina Miranda Kaluza, Florence Lodevic, Isabel Rath, Sarah Jülich, Joana Damek (odeszła), Jil Goetz, Marie-Luise Schäfer, Lisa-Marie Könnecke, Sihe Jiang, Aleksandra Nagel, Anna-Lena Schubert, Amelie Klever                                     | 25                 | Schladming Londyn Los Angeles / Las Vegas São Paulo / Rio de Janeiro Bahamy       |
| 7      | 23 lutego 2012   | Luisa Hartema      | Sarah-Anessa Hitzschke      | Isabell Janku, Sabine Snobl, Franziska Poehling, Valerie-Charlotte Kirchner von Schröder, Anelia Moor, Michelle-Luise Lafleur, Natalia Kowalczykowska, Maxi Böttcher, Jasmin Abraha, Annabelle Rieß, Melek Civantürk, Shawny Sander, Laura Scharnagl, Inga Bobkow, Lisa Volz, Diana Ovchinnikova (odeszła), Evelyn Keck (odeszła), Sara Kulka, Katarzyna „Kasia” Lenhard, Dominique Miller                                                               | 22                 | Ko Samui / Nowy Jork / Los Angeles Paryż                                          |
| 8      | 28 lutego 2013   | Lovelyn Enebechi   | Maike Van Grieken           | Clara Zaveta (odeszła), Katharina Oltzow, Merle Lambert (odeszła), Nancy Limota, Lisa Quack, Linda Niewerth, Lisa-Giulia Wende, Michelle Maas, Höpke Voss (odeszła), Bingyang Liu (odeszła), Leandra Martin, Sophie Jungblut (odeszła), Anna Seebrecht, Jessika Weidner, Janna Wiese, Veronika Maria Weddeling, Jacqueline Thiessen, Leonie Marwitz, Carolin Sünderhauf, Christine Gischler, Marie Czuczman, Anna Maria Damm, Sabrina Elsner, Luise Will | 26                 | Dubaj Nowy Jork / Los Angeles                                                     |
| 9      | 6 lutego 2014    | Stefanie Giesinger | Jolina Fust                 | Jill Schmitz, Lisa Seibert, Franziska Wimmer, Pauline Cottin (odeszła), Laura Hass (odeszła), Ina Barták (odeszła), Fata Hasanović (odeszła), Laura Kristen, Emma Kahlert, Antonia Balzer, Simona Hartl, Jana Heinisch, Sainabou Sosseh, Lisa Gelbrich, Sarah Weinfurter, Anna Lena Wilken (odeszła), Samantha Brock, Nancy Nagel, Karlin Ivana Obiango, Aminata Sanogo, Nathalie Volk, Betty Taube, Ivana Teklić                                        | 25                 | Singapur Los Angeles                                                              |

## Muzyka z czołówek
- The Notorious B.I.G. – „Nasty Girl” (1 edycja)
- Gia Farrell – „Hit Me Up” (2 edycja)
- Seal – „Amazing (Remix)” (3 edycja)
- Britney Spears – „Circus” (4 edycja)
- Cheryl Cole – „Fight for This Love” (5 edycja)
- Bullmeister – „Girls Beautiful” (6 edycja)
- David Guetta feat. Nicki Minaj – „Turn Me On” (7 edycja)
- Will.i.am feat. Britney Spears – „Scream & Shout” (8 edycja)
- Britney Spears feat. Will.i.am – „It Should Be Easy” (9 edycja)